# Jean Laurain
Jean Laurain (* 1. Januar 1921 in Metz, Département Moselle; † 7. März 2008 ebenda) war ein französischer Politiker der Parti socialiste (PS), der unter anderem von 1978 bis 1993 Mitglied der Nationalversammlung sowie zwischen 1981 und 1986 Staatssekretär für Kriegsveteranen war.

## Leben
Laurain begann nach dem Besuch des Lycée Fabert in Metz 1940 ein Studium der Philosophie an der Universität Nancy, das er 1941 an der Universität Lyon fortsetzte. Während des Zweiten Weltkrieges trat er 1942 als Freiwilliger in die Armee ein und nahm zwischen November 1942 und Mai 1943 an den Kämpfen um Tunis teil. Im August 1944 wurde er in die Provence verlegt und nahm in der Folgezeit an den Kampfhandlungen zur Befreiung Frankreichs und den Kämpfen um Elsass und Lothringen 1944 sowie an der Operation Undertone zur Befreiung des nördlichen Elsass teil. Seine Kriegserlebnisse verarbeitete er in dem 2006 erschienenen autobiografischen Buch Journal de guerre d’un philosophe.
Nach Kriegsende setzte Laurain sein Studium fort und schloss dieses 1946 mit einer Licence de philosophie ab. Im Anschluss nahm er eine Tätigkeit als Lehrer für Philosophie in Phalsbourg auf, ehe er danach Philosophielehrer in Thionville und in Nancy wurde. 1957 gründete er das Haus der Jugend und der Kultur MJC (Maisons des Jeunes et de la Culture) für das Département Moselle und war anschließend Direktor des MJC im Département Moselle sowie anschließend Generalsekretär der Föderation der MJC in Frankreich. Er war zwischen 1964 und 1978 als Philosophielehrer am Lycée Robert Schuman in Metz tätig.
Am 19. März 1978 wurde Laurain als Kandidat der Parti socialiste erstmals zum Mitglied der Nationalversammlung gewählt und vertrat dort bis zum 1. April 1993 die Interessen des Département Moselle, wobei sein Abgeordnetenmandat während der Regierungstätigkeit ruhte.
Am 22. Mai 1981 wurde er von Premierminister Pierre Mauroy zum Staatssekretär für Kriegsveteranen (Secrétaire d’État aux Anciens Combattants) in dessen Kabinett berufen und übte diese Funktion auch in der Regierung von Mauroys Nachfolger als Premierminister, Laurent Fabius, bis zum 20. März 1986 aus.
Lourain war am 22. Juni 2001 Gründungspräsident der nach der Malerin Solange Bertrand benannten Stiftung Fondation Solange Bertrand und bekleidete diese Funktion bis zum 15. November 2004, als er Ehrenpräsident der Stiftung wurde. Des Weiteren engagierte er sich als Präsident der Université de la Paix de Verdun.

## Veröffentlichungen
- L’éducation populaire, 1973
- De l’ennui à la joie, éléments d’une pédagogie de la paix, 1993
- Metz ou la nostalgie du futur, 1995
- Journal de guerre d’un philosophe, Mitautorin Isabelle Prunier, 2006
- Du partage ou le retour aux sources du socialisme, 2007